# Sofia Geisler
Sofia Johanna Geisler (*23. leden 1963, Sisimiut) je grónská politička a novinářka.

## Životopis
Sofia Geislerová je druhou ze tří dcer Kristoffera Geislera a Dorthennguaq Olsvig. V roce 1979 absolvovala lidovou školu v Sisimiutu a poté do roku 1982 navštěvovala Grónský seminář. Poté se do roku 1990 vzdělávala jako novinářka v Niuernermik Ilinniarfik. Poté do roku 1994 studovala ekonomii na Univerzitě v Aalborgu. V letech 1995 až 1998 pracovala jako asistentka komunikace v Royal Greenland. V letech 1998 až 1999 byla ředitelkou redakce rozhlasového zpravodajství v rádiu Kalaallit Nunaata Radioa. V letech 2000 až 2007 pracovala jako manažerka školení na Fakultě žurnalistiky.
Poté se vrátila do společnosti Royal Greenland, kde v letech 2007 až 2009 působila jako konzultantka pro komunikaci. V letech 2009 až 2011 byla zaměstnána na kraji Qaasuitsup. V letech 2011–2014 působila jako vedoucí oddělení komunikace ve vládě, v letech 2014–2017 v KNI a v roce 2017 v Grónských aerolinkách. V letech 2017 až 2018 působila jako moderátorka v rádiu Kalaallit Nunaata Radioa. Vedle toho pracuje jako kouč a mediátor v oblasti stresu.
Sofia Geisler kandidovala v parlamentních volbách 2018 za Inuit Ataqatigiit a byla zvolena do Grónského parlamentu s 98 hlasy. Ve volbách do Folketingu 2019 obdržela 683 hlasů, čímž se stala první náhradnicí po Aaji Chemnitz Larsenové. V parlamentních volbách v roce 2021 získala 116 hlasů a obhájila svůj poslanecký mandát. 15. února 2022 se vzdala poslaneckého mandátu a stala se poradkyní v organizaci na ochranu mořského prostředí Ocean North Kalaallit Nunaat.